# Una vez, en una ciudad...
Una vez, en una ciudad... es una historieta que aparece como complemento del decimocuarto álbum de la serie Superlópez, escrita y dibujada por Jan en 1984 y publicada por primera vez en Alemania en 1985. En ella Superlópez se enfrenta a un robot gigante.

## Trayectoria editorial
Dibujada en 1984, se publicó por primera vez en Alemania en 1985 en el tomo 11 de Super-Meier (nombre alemán de Superlópez) como complemento de la segunda mitad de La caja de Pandora. Se puede ver que la historieta está pensada para publicarse en alemán por los detalles de que los nombres de los comercios están en ese idioma y de que al final se lee ende ("fin" en alemán).
En España se publicó por primera vez en 1987 en la revista "Superlópez, números 19 a 21. En septiembre de 1989 se recopiló en el número 14 de la Colección Olé como complememto de El asombro del robot (ISBN-84-406-0892-6).

## Argumento
Un robot gigantesco aparece en la ciudad amenazando con proclamar la identidad secreta de Superlópez, ya que quiere convertirse en el único superhéroe de la humanidad. Superlópez y el robot mantienen una encarnizada batalla en la que quedan destrozados varios edificios hasta que el robot deja de moverse. Superlópez se mete dentro del robot y descubre que está manejado desde dentro por un chaval pequeñajo y que su plan ha fracasado porque calculó mal y se le gastó la pila. Además no sabe realmente la identidad de Superlópez y lo había hecho todo por envidia. Superlópez le golpea en el trasero, mientras el aspirante a superhéroe clama venganza. Finalmente unos representantes de la ciudad hablan con Superlópez para pedirle que por favor no les salve más. López vuelve a su trabajo de contable en un edificio en ruinas.